# Ciclone (singolo)
Ciclone è un singolo del gruppo musicale italiano Takagi & Ketra, della cantante italiana Elodie e della cantante statunitense Mariah, pubblicato il 19 giugno 2020.

## Descrizione
Il brano ha visto anche la partecipazione del gruppo musicale franco-spagnolo Gipsy Kings e dei cantanti spagnoli Nicolás Reyes e Tonino Baliardo.

## Pubblicazione
Ciclone è stata annunciata da Takagi & Ketra e Elodie il 15 giugno 2020 tramite la rete sociale, rivelandone nell'occasione copertina, collaborazioni e data d'uscita.

## Video musicale
Il videoclip, diretto da Antonio Usbergo e Niccolò Celaia, è stato pubblicato il 1º luglio 2020 attraverso il canale YouTube del duo. Il video è ispirato al film Il ciclone di Leonardo Pieraccioni, e vede un cameo dello stesso regista toscano e la partecipazione di Francesco Mandelli, Lorella Boccia, Giulia Pauselli, Federica Panzeri, Sergio Forconi e Valentina Ottaviani.

## Tracce
Testi di Alessandro Merli, Fabio Clemente, Davide Petrella, Federica Abbate e Miky La Sensa.
1. Ciclone (ft. Gipsy Kings, Nicolás Reyes e Tonino Baliardo) – 3:14

## Successo commerciale
In Italia il brano è stato il 29º più trasmesso dalle radio nel 2020.

## Classifiche

### Classifiche settimanali
| Classifica (2020) | Posizione massima |
| ----------------- | ----------------- |
| Italia            | 9                 |

### Classifiche di fine anno
| Classifica (2020) | Posizione |
| ----------------- | --------- |
| Italia            | 28        |